# Prossen
Prossen je vesnice, místní část města Bad Schandau v německé spolkové zemi Sasko. Nachází se v zemském okrese Saské Švýcarsko-Východní Krušné hory a má 441 obyvatel.

## Historie
Vesnice Prossen byla založena ve středověku na pravém břehu řeky Labe. V písemných pramenech je poprvé zmiňována roku 1412 jako Prossentin. Od roku 1539 farně příslušela ke Konigsteinu, od roku 1904 pak k Porschdorfu. Roku 1994 se do té doby samostatná obec připojila k Porschdorfu a spolu s ním se roku 2012 stala součástí města Bad Schandau.

## Geografie
Prossen leží na pravém břehu řeky Labe. Na jihovýchodě vsi je zbudovaný chráněný přístav. V jeho těsné blízkosti ústí do Labe říčka Lachsbach. Vesnice leží v pískovcové oblasti Saského Švýcarska a západně od zástavby se rozkládá část Národního parku Saské Švýcarsko.

## Pamětihodnosti
- barokní zámek z 1. poloviny 18. století s hospodářskými budovami
- bývalá papírna
- Wehrbereichsbekleidungsamt VII – dvě kasárenské budovy sloužící spolkové armádě

## Galerie

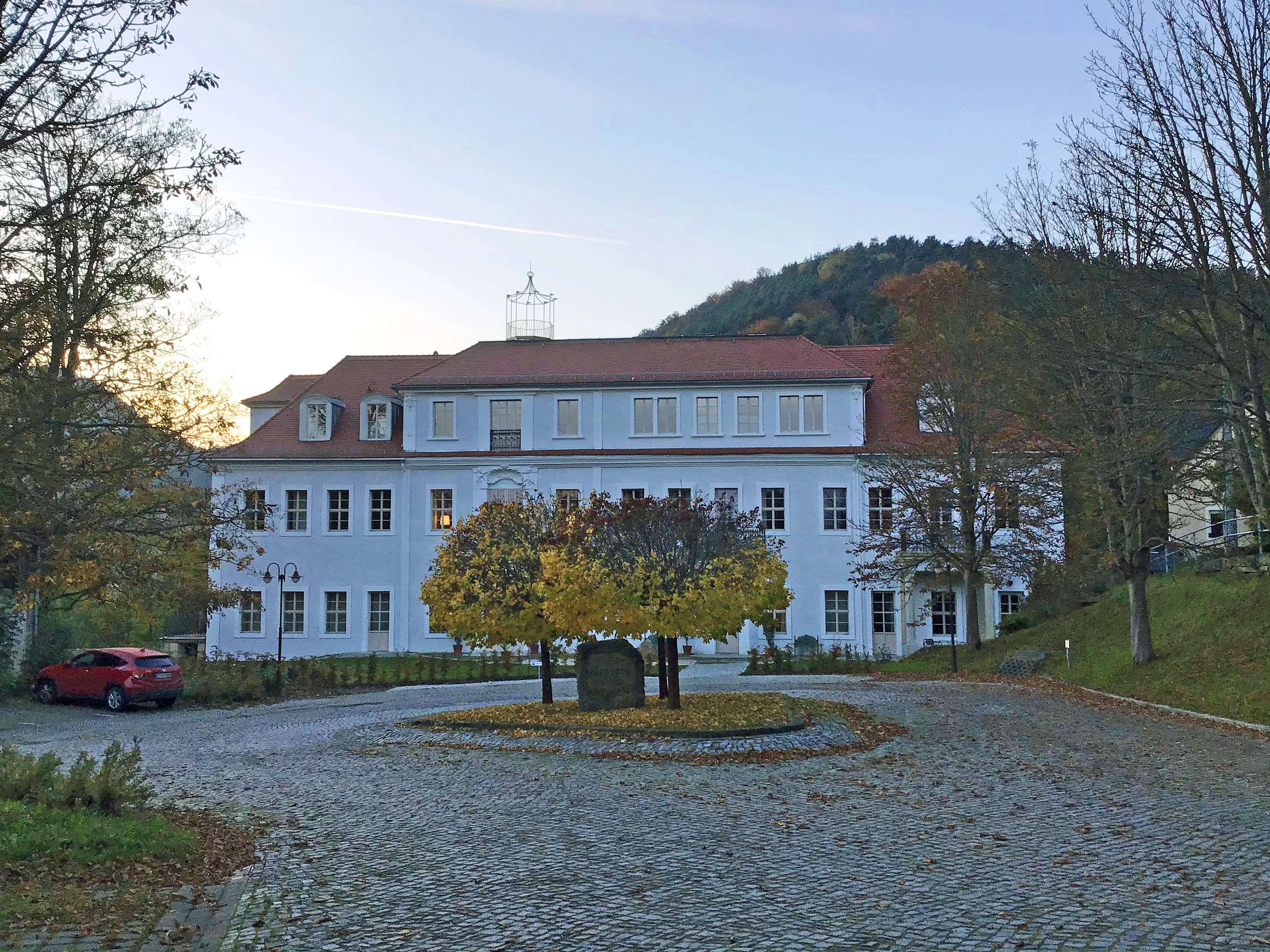
Zámek Prossen
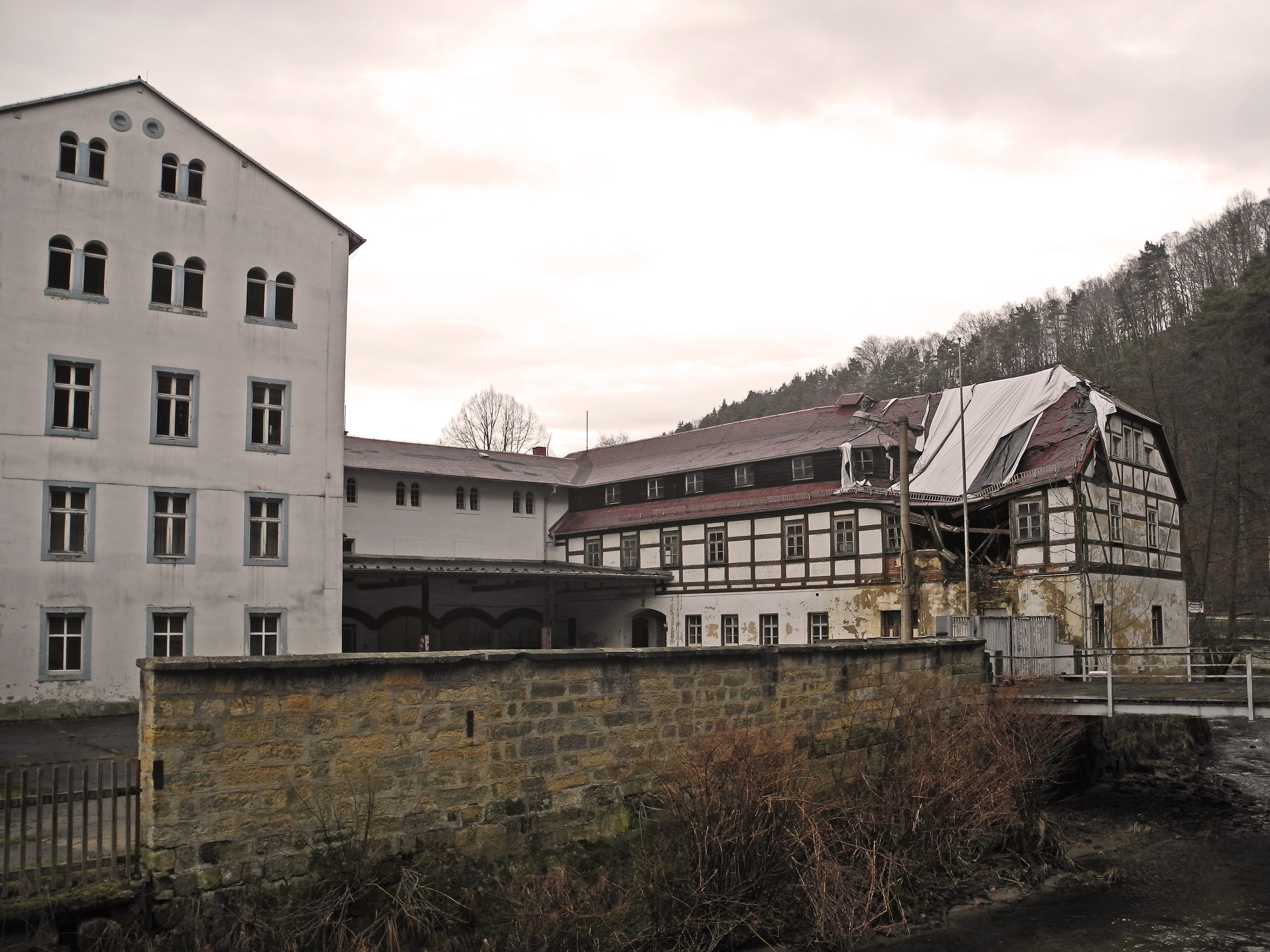
Bývalá papírna
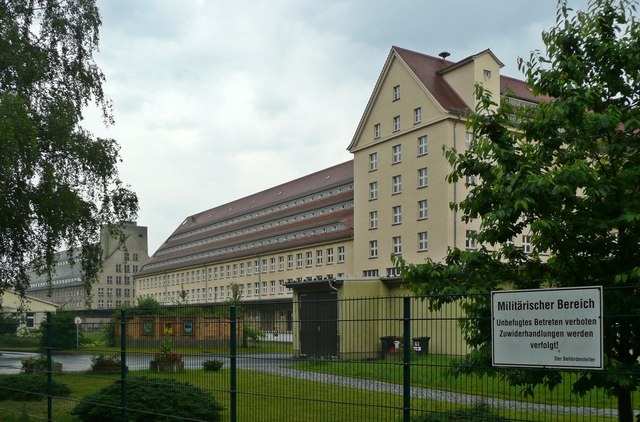
Wehrbereichsbeklei-dungsamt VII